# Cortia
Cortia là chi thực vật có hoa trong họ Apiaceae.